# سیارک ۹۵۸۰
سیارک ۹۵۸۰ (به انگلیسی: 9580 Tarumi، نامگذاری:1989TB11) نه هزار و پانصد و هشتادمین سیارک کشف شده‌است که در ۴ اکتبر ۱۹۸۹ کشف شد.
قدر مطلق سیارک برابر ۱۲٫۷۰ است.